# Hermann von Habermaas

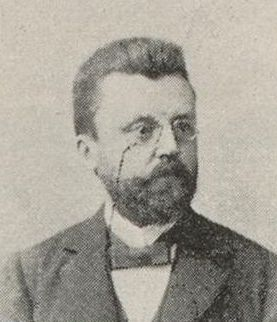
Hermann von Habermaas, um 1894

Hermann Habermaas, ab 1898 von Habermaas (* 5. März 1856 in Stuttgart; † 1. April 1938 ebenda) war ein deutscher Jurist und Politiker sowie Präsident des Konsistoriums der Evangelischen Landeskirche in Württemberg. 

## Leben und Beruf
Hermann Habermaas ging in Stuttgart zur Schule. Anschließend studierte er Rechtswissenschaften an der Eberhard-Karls-Universität Tübingen. Dort war er Mitglied der Akademischen Gesellschaft Stuttgardia Tübingen. Sein Studium beendete er 1886 und promovierte zum Dr. jur. Dann war er Amtsrichter in Cannstatt und anschließend Landrichter in Heilbronn. 1893 wurde er als Regierungsrat in das württembergische Ministerium für Kirchen- und Schulwesen berufen, wo er bis 1906 zum Ministerialdirektor aufstieg. Von 1900 bis 1910 war Habermaas mit dem Titel Präsident Regierungskommissär der Israelitischen Oberkirchenbehörde. Am 24. Mai 1910 wurde er als Nachfolger von Viktor von Sandberger Präsident des evangelischen Konsistoriums in Stuttgart. Am 21. Dezember 1912 wurde Hermann von Habermaas zum Staatsminister für das Kirchen- und Schulwesen ernannt, er übte dieses Amt bis 31. März 1918 aus. 1918 bat er um seine Versetzung in den Ruhestand, nachdem er im Ministerium in eine Minderheitsposition hinsichtlich der Frage der Zulassung von katholischen Männerorden geraten war. Sein Nachfolger als Präsident des Konsistoriums wurde 1913 Karl Hermann von Zeller.
Von Habermaas war seit 1884 mit Toni, geb. Firnhagber, verheiratet. Das Paar hatte drei Söhne und eine Tochter.

## Politik
Mit der Position als Präsident des evangelischen Konsistoriums war automatisch auch ein Mandat in der Ersten Kammer des württembergischen Landtags verbunden. Doch übte Habermaas dieses Amt nur von 1910 bis zu seiner Ernennung zum Kultminister im Jahr 1912 aus.

## Ehrungen
- 1898 Ritterkreuz des Ordens der Württembergischen Krone, welches mit dem persönlichen Adelstitel verbunden war
- 1908 Kommenturkreuz II. Klasse des Friedrichs-Ordens
- Kommenturkreuz des Ordens der Württembergischen Krone
- Landwehr-Dienstauszeichnung 2. Klasse
- Großkreuz des Friedrichs-Ordens
- 1919 Ehrendoktorwürde der theologischen Fakultät (Dr. theol. h. c.) der Universität Tübingen
- 1924 Ehrensenator der Universität Tübingen